# 米墨戦争

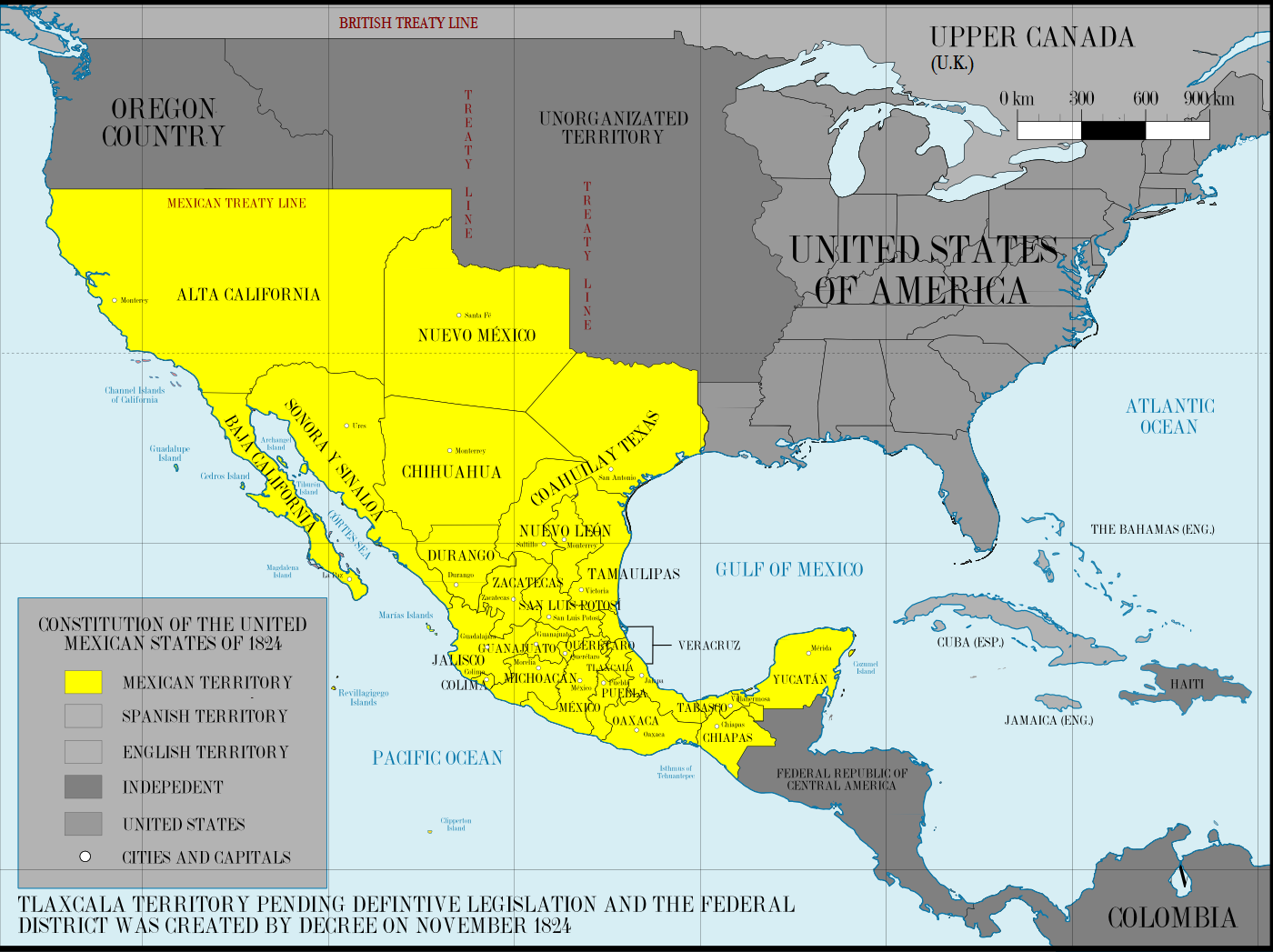
1824年のメキシコ。アルタ・カリフォルニアは領土の最北西に位置する。

米墨戦争（べいぼくせんそう、英語: Mexican-American War, スペイン語: Guerra Mexicano-Estadounidense）は、1846年から1848年の間にアメリカ合衆国とメキシコ合衆国の間で戦われた戦争。アメリカ・メキシコ戦争とも呼ばれる。
アメリカ合衆国においては、メキシコ戦争（英語: Mexican War）として知られている。メキシコにおいてはアメリカ合衆国のメキシコ介入（スペイン語: Intervención Estadounidense en México, 英語: American Intervasion of Mexico）、アメリカ合衆国の対メキシコ戦争（英語: United States War Against Mexico）、北部の侵略戦争（英語: War of Northern Aggression）として知られている。

## 背景
テキサスの帰属をめぐってのアメリカとメキシコとの衝突に起因する。
スペインから独立革命を経て独立したメキシコは、第一帝政と共和制の時代を通じて、北部の領土を保持していた。しかし、メキシコは長期化した独立革命により、統治するための人的・金銭的余裕を失っていた。一方で、北部の領土では16世紀からネイティブアメリカンによる反乱が継続的に発生しており、また1803年のルイジアナ買収によって西部への開拓を開始しやすくなった多くのアメリカ人が、メキシコ領北部に流入していた。

### テキサス併合
アントニオ・ロペス・デ・サンタ・アナによる中央集権体制（メキシコ共和国）は、各地での反発を招き、各地で独立の機運が発生した。1836年、アメリカからの不法移民が多数を占めていたテキサス共和国がメキシコからの独立を宣言すると、1839年にフランス、1840年にオランダとイギリス、1841年にベルギーがテキサス共和国を承認した。さらに1845年にテキサス共和国はアメリカに併合された。しかし、メキシコ政府は、テキサス共和国の独立・アメリカ合衆国のテキサス併合についても当然ながら認めなかった。
アメリカはこの地域におけるイギリスの野心を断ち切るために、太平洋岸のカリフォルニアに自国の港を持ちたかった。このためテキサス併合と同じ年、時のアメリカ大統領であったジェームズ・ポークはジョン・スライデルを全権とした交渉団を送り、メキシコ領カリフォルニアおよびヌエバメヒコを購入したいと申し出た。しかし当時のメキシコ国内は混乱が続いており、例えば1846年の1年間だけで大統領は4回、戦争大臣は6回、財務大臣にいたっては16回の交代が行われ、交渉団を迎え入れた大統領のホセ・ホアキン・デ・エレーラは反逆罪で訴えられ追放されるなど、交渉どころではなかった。メキシコ国内の世論も、買収の申し出に対して猛反発した。そして、新たに大統領に就任したマリアノ・パレーデス・アリリャガによって国家主義的色合いの強い政府が成立したのを見届けた交渉団は引き揚げた。

## 勃発
テキサスを併合したアメリカは、メキシコとの国境をリオグランデ川（Rio Grande）以北としていた。一方、メキシコは同様にリオグランデ川の北側を流れるヌエセス川（Nueces River）以南としており、両国の主張には相違があった。アメリカ大統領ジェームズ・ポークは、アメリカ側の主張するテキサス州の土地を確保するよう軍に命じた。これを受けたザカリー・テイラー将軍率いる軍隊はヌエセス川を南に超えて、メキシコからの非難にもかかわらずブラウン砦（Fort Brown）を築いた。1846年4月24日にメキシコの騎兵隊がアメリカの分遣隊を捕らえたことから戦闘状態となった。パロアルト（Palo Alto）およびレサカ・デ・ラ・パルマ（Resaca De La Palma）での国境衝突および戦闘の後に、アメリカ連邦議会は5月13日に宣戦を布告した。南部出身者と民主党員がそれを支持した一方で、北部出身者とホイッグ党員の多くは開戦宣言に反対した。対するメキシコは5月23日に宣戦を布告した。
アメリカ側の宣戦布告後、アメリカ軍はロサンゼルスを含むカリフォルニアのいくつかの都市を占領した。モンテレーの戦いは1846年9月に起こった。1847年2月22日、ブエナ・ビスタの戦いでテイラー将軍がアントニオ・ロペス・デ・サンタ・アナ将軍麾下のメキシコ軍を破り、アルタ・カリフォルニアとヌエバメヒコの占領を確実なものにした。ウィンフィールド・スコット将軍配下のアメリカ軍は、海上から大西洋岸のベラクルスを攻略、引き続きメキシコ中部のセロゴルドへと進撃し、9月14日にメキシコシティの中心部チャプルテペク城も攻め落とした。

## 終結
1847年1月13日に調印されたカフエンガ条約で、アメリカはカリフォルニアでの戦いを終了した（カリフォルニア征服）。1848年2月2日に調印されたグアダルーペ・イダルゴ条約では戦争を終結させて、アメリカにカリフォルニア、ネバダ、ユタと、アリゾナ、ニューメキシコ、ワイオミング、コロラドの大半にテキサスと同様の管理権を与えることが定められた。これに対し、アメリカは1,825万ドル（現金1,500万ドルと債務放棄325万ドル）を支払った。
この割譲により、メキシコは国土の三分の一を失った。これによる国民の不満もあり、1864年8月22日には政権が交代し、また中央集権国家のメキシコ合衆国に戻ることになる。これらの土地は不毛の砂漠地帯であったが、翌1849年にカリフォルニアのサクラメントでゴールドラッシュが起こり、さらに後の20世紀前半にはテキサス州で無尽蔵と言われた油田が発見され、石油ブームが起こることになる。

### 戦闘員
アメリカ軍はこの戦争で約13,000名の死者を出したが、このうち戦死したのは約1,700名で、その他のほとんどは黄熱などの感染症による犠牲者であった。対するメキシコ軍の死傷者は25,000名ほどと見られている。
この戦争は、米墨両国の銃火器の差が顕著でそれが戦闘の帰趨に大きな影響をもたらしたと言われている。メキシコ軍がナポレオン戦争で使用された一世代前のイギリス製小銃を装備していたのに対して、アメリカ軍は最新の国産ライフル銃を使用した。
この戦争で、特筆すべき点の一つとして聖パトリック大隊（サン・パトリシオス）の存在がある。メキシコを支持してアメリカ軍籍を放棄した約500名の元アメリカ兵によって構成され、その多くはアイルランド生まれ（アイルランド系移民）であった。この元アメリカ兵たちの多くはチュルブスコの戦いの結果、アメリカ軍に降伏し捕虜となったが、スコット将軍は彼らを脱走兵として処断、メキシコシティ陥落時に一斉処刑した。この事件については歴史家の間でも意見の対立がある。すなわち、彼ら聖パトリック大隊員を捕虜だったとする意見と、逆に反逆者あるいは脱走兵だったと主張する意見が対立している。前者を採った場合、スコットが命じた処刑は捕虜虐殺となり、重大な戦争犯罪にあたる。一方、後者を採用した場合は、スコットの行為は正当で違法性はないものとなる。なお、メキシコにおいて聖パトリック大隊は英雄として扱われ、各地に多くの記念碑がある。
またスティーブン・W・カーニー将軍とカリフォルニアへの行軍を共にしたモルモン大隊は、ソルトレイクシティのモルモン教徒で構成された、アメリカ軍の歴史の中で唯一の「宗教の」部隊として知られる。モルモン大隊はユタ州へのモルモン教徒の移住を助けるために組織された。
アメリカ退役軍人協会からのデータによれば、米墨戦争に従軍した兵士の最後の生き残りであるオーウェン・トマス・エドガー（Owen Thomas Edgar）は1929年9月3日に98歳で死去した。

## 関連作品

### 映画
- ワン・マンズ・ヒーロー（英語版）（1999年、アメリカ）

### ボードゲーム
- Richard H.Berg 【Rough & Ready】,Strategy & Tactics No.212,Decision Games
- Halls of MONTEZUMA,GMT Games